# Nolfo da Montefeltro
Nolfo da Montefeltro (Sighinolfo da Montefeltro) (Urbino, 1290 – 1364) est un militaire et condottiere italien qui fut actif au XIVe siècle. 

## Biographie
Nolfo, fils de Frédéric Ier de Montefeltro est proclamé seigneur d'Urbino en avril 1323. Aussitôt il vengea la mort de son père en exécutant ses ennemis réunis à Ferentino. En 1333, Jean, roi de Bohême, le nomme conseiller privé. Il déjoua un complot ourdi par Speranza da Montefeltro, issu d'une branche mineure des Montefeltro et l'exil d'Urbino avec sa famille. Il occupa Borgo San Sepolcro et la  Forteresse de San Leo, l'un au détriment des Tarlati et l'autre des Petrella. Il a été à la solde de Pise pour le compte de laquelle il occupa Lucques en 1342, puis à celle du duc de Milan, Jean Visconti, en 1351. Au service de Pérouse, il prit Bettona, qu'il perdit aussitôt puis signa un traité de paix avec le cardinal Albornoz. Voulant prendre Casteldurante, il est chassé par les habitants d'Urbino avec ses enfants. 
Il aurait épousé Margherita, fille de Cante Gabrielli seigneur de Gubbio, qui lui donna  Fréderic II, son successeur.